# حق اليقين (كتاب)
حق اليقين هي مجموعة أحاديث شيعية كتبها محمد باقر المجلسي في القرن السادس عشر الميلادي.
الكتاب مصدر ثانوي رئيس للأحاديث، وهو يتناول الأحاديث المستمدة من المصادر الأولية التي جُمعت قبل قرون مثل كتاب الكافي وكتاب من لا يحضره الفقيه. معظم مجموعات الأحاديث الشيعية الأولية تعود إلى القرنين العاشر والحادي عشر الميلاديين، أما المجموعات الثانوية فهي إما من أواخر العصر الإلخاني (القرن الرابع عشر) أو العصر الصفوي (القرنين السادس عشر والسابع عشر).[بحاجة لمصدر]
ورغم أنه يحتوي على روايات تُعتبر ضعيفة عند علماء الشيعة، إلا أنه يحتوي أيضًا على بعص الروايات التي تُعتبر قوية، وهو كتاب جيد البحث ويحتوي على سلاسل روايات كاملة إلى حد ما، والتي تميل العديد من الكتب السابقة إلى حذفها (بما في ذلك مجموعات الحديث السني للبخاري ومسلم) مثل محاولة اغتيال النبي محمد في العقبة. بحسب وجهة نظر علماء الشيعة فإن جميع كتب الحديث تحتوي على عدد من الرواة الضعفاء على الأقل، لأنها جمعت من أشخاص قابلين للخطأ، وبالتالي فإن وجود الرواة الضعفاء لا يبطل الكتاب كله، لأن الروايات يجب أن تصنف على أساس صحتها بشكل فردي، وعليه لا يوجد لدى الشيعة كتاب صحيح عدا القرآن الكريم، بعكس وجهة نظر علماء السنة التي ترى أن كتب مثل صحيح مسلم وصحيح البخاري صحيحة بالكامل.[بحاجة لمصدر]

## المحتوى
محتويات الكتاب تشمل:[بحاجة لمصدر]
- بعض الأحاديث المتعلقة برأي الشيعة في عمر
- الأحاديث المتعلقة بالأخلاق الإسلامية والمعتقدات المركزية للإسلام
- أحاديث مع نصائح عملية في كيفية العيش وفق الشريعة الإسلامية

## طالع أيضًا
- قائمة الكتب الشيعية
- نهج البلاغة
- بحار الأنوار
- كتاب الكافي